# Plicatodesmus turquino
Plicatodesmus turquino är en mångfotingart som beskrevs av Perez 1995. Plicatodesmus turquino ingår i släktet Plicatodesmus och familjen Chelodesmidae. Inga underarter finns listade i Catalogue of Life.